# Karl-Heinz Grasser
Karl-Heinz Grasser, né le 2 janvier 1969 à Klagenfurt, est un entrepreneur et homme politique autrichien.
Il est ministre fédéral des Finances entre 2000 et 2007.

## Biographie

### Jeunesse et études
Fils d'un riche concessionnaire automobile, il s'inscrit, après avoir passé son Matura dans une école préparatoire de Klagenfurt, à l'université de la ville. Il étudie alors la gestion appliquée et obtient son magister en 1992.

### Un proche de Haider
À cette époque, il est collaborateur du groupe parlementaire du Parti de la liberté d'Autriche (FPÖ) au Landtag de Carinthie. Il est alors repéré par Jörg Haider, président fédéral du FPÖ, qui en fait le secrétaire général du parti en 1993, à seulement 24 ans.
Le 11 novembre 1994, six mois après les élections régionales, Grasser est choisi personnellement par Haider pour intégrer le gouvernement régional, dirigé par le gouverneur conservateur Christof Zernatto. Il remplace alors Mathias Reichhold en tant que deuxième vice-gouverneur.

### Passage dans le privé
Il remet sa démission le 10 juin 1998 et passe dans le secteur privé. Tandis que Reichhold lui succède au gouvernement de Carinthie, il fait savoir au cours d'une conférence de presse qu'il a pris ses distances avec Haider. Il devient alors vice-président aux Ressources humaines et aux Relations publiques de Magna Europe, branche européenne de l'entreprise de Frank Stronach Magna International, pour mettre à profit son entregent, notamment politique. En 1999, il est également désigné directeur de Sport Management International (SMI), une filiale de Magna.

### Ministre fédéral des Finances
À la suite des élections législatives du 3 octobre 1999, le FPÖ forme une « coalition noire-bleue » avec le Parti populaire autrichien (ÖVP). Le 4 février 2000, Karl-Heinz Grasser est nommé à 31 ans ministre fédéral des Finances dans le premier gouvernement de coalition du conservateur Wolfgang Schüssel, après que le président fédéral Thomas Klestil a refusé que Thomas Prinzhorn soit nommé à ce poste. Il est alors le plus jeune ministre des Finances de l'histoire moderne du pays.
Il poursuit une politique économique libérale marquée par l'accélération des privatisations, la réduction des cotisations patronales et de la fiscalité des entreprises,ou encore par des avantages fiscaux accordés aux grandes fortunes.
À l'été 2002, le congrès du parti s'oppose à la gestion de ses propres ministres fédéraux. Cette instabilité conduit le chancelier fédéral à déclencher des élections législatives anticipées du 24 novembre 2002. Conservateurs et nationalistes décident, au bout de trois mois de discussions, de poursuivre leur coalition. Schüssel souhaitant le reconduire, il quitte le FPÖ le 30 janvier 2003, un mois avant la prise de fonction du cabinet.
Par la suite, il travaillera avec le comité directeur fédéral du Parti populaire, sans jamais y adhérer.

### Abandon définitif de la politique
Aux élections législatives du 1er octobre 2006, l'ÖVP subit de lourdes pertes et se trouve relégué en deuxième position. Tandis que le social-démocrate Alfred Gusenbauer reforme une « grande coalition », Schüssel indique qu'il souhaite que Grasser soit le vice-chancelier du nouveau gouvernement, mais le président du groupe parlementaire Andreas Khol refuse, et ce poste revient finalement à Wilhelm Molterer.
Il se retire de la vie politique le 9 janvier 2007, deux jours avant l'assermentation du gouvernement, et retourne dans le secteur privé.

### Vie privée
Il épouse en 2005 Fiona Swaroski, héritière du groupe spécialisé dans le cristal de luxe.